# Oppeid
Oppeid (lulesamiska: Badjesijdda) är en tätort och kyrkby som utgör centralort i Hamarøy kommun i Nordland fylke i norra Norge. Orten ligger vid fylkesväg 81, sydväst om Presteidfjorden. Här finns Hamarøy kyrka.

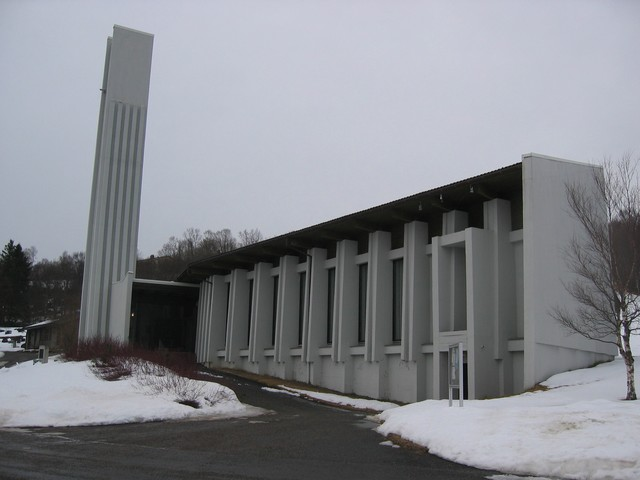
Hamarøy kyrka.